# Ambrosiella kuscheli
Ambrosiella kuscheli es un molusco terrestre, nativo de la isla San Ambrosio, Chile. Posee una concha pequeña, de una altura máxima de 6 mm, con rayas transversales de color café oscuro. Se encuentra en agujeros y grietas en la tierra, bajo troncos caídos, alrededor de raíces, hojas y ramas de arbustos.